# Xã Center, Quận Mills, Iowa
Xã Center (tiếng Anh: Center Township) là một xã thuộc quận Mills, tiểu bang Iowa, Hoa Kỳ. Năm 2010, dân số của xã này là 729 người.